# Bénitier
Cet article concerne la vasque d'église. Pour le mollusque géant, voir Bénitier (mollusque).

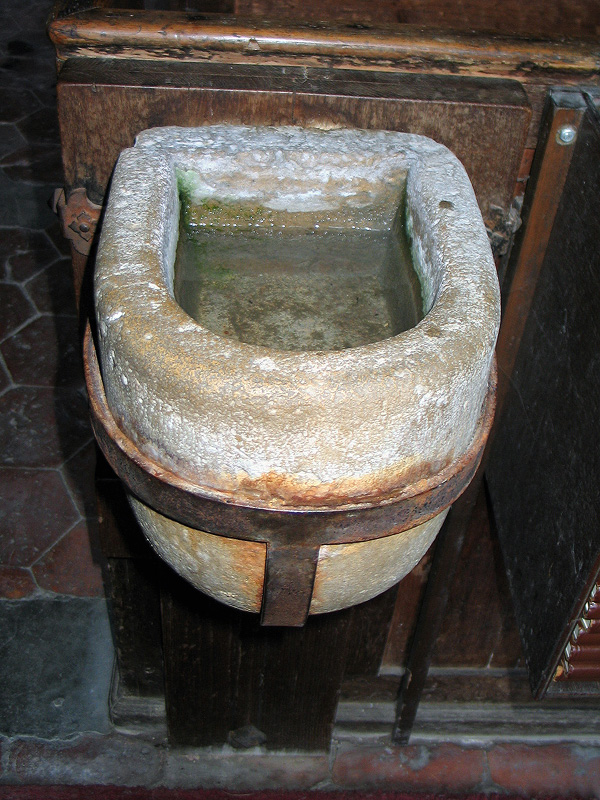
Bénitier à l'entrée de l'église de Cormeilles-en-Parisis.

Un bénitier est un vase ou un bassin, contenant l'eau bénite dans une église catholique.
Il existe également des petits bénitiers à usage domestique, les bénitiers de chevet, accrochés aux murs intérieurs d'une maison ou d'un appartement.

## Emplacement

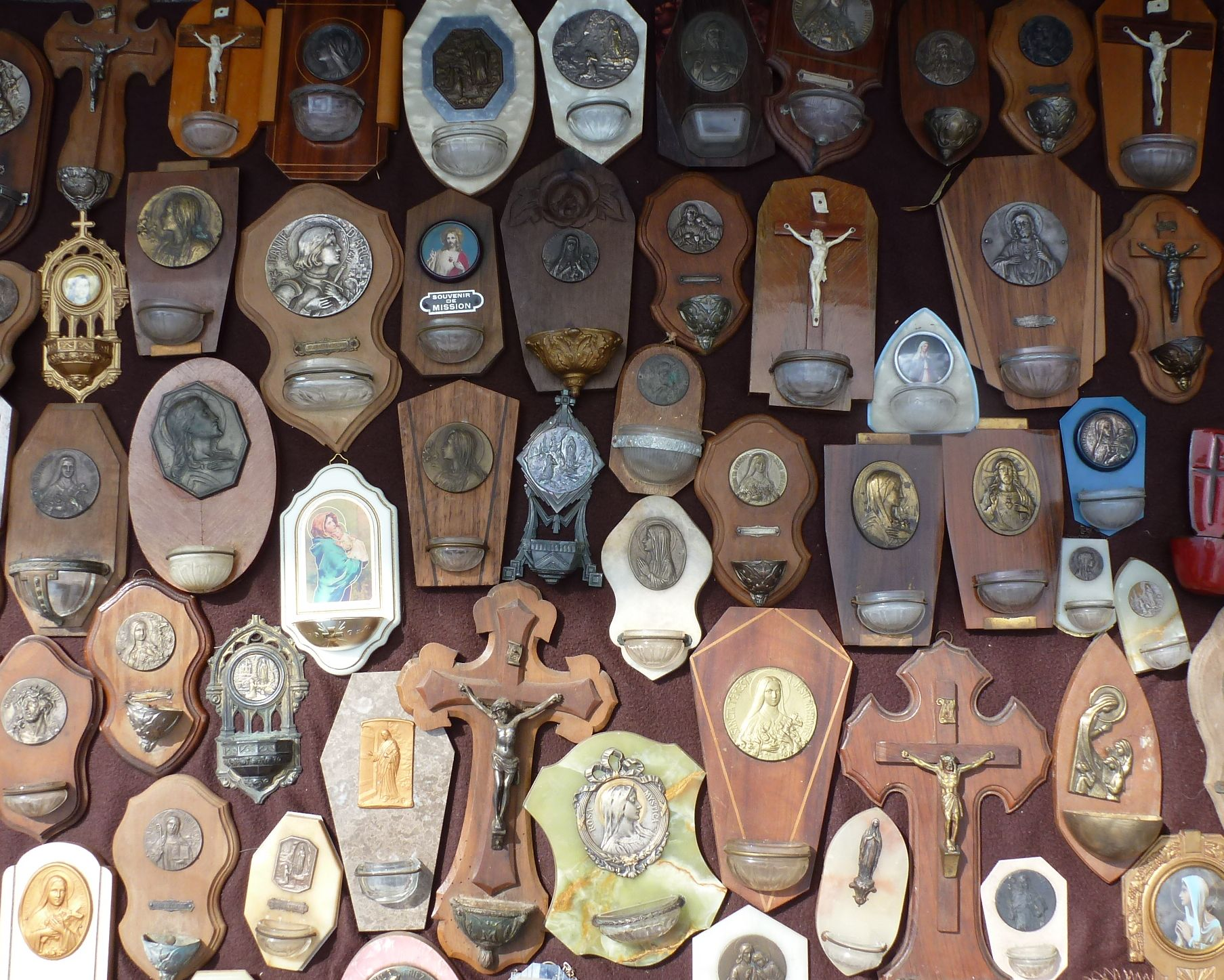
Des bénitiers de chevet au marché au puces de Dorlisheim, Alsace.

Le bénitier est souvent placé de part et d'autre des portes d'entrée et, en entrant dans l'église, les fidèles trempent le bout des doigts de la main droite dans l'eau bénite, puis se signent, c'est-à-dire qu'ils ébauchent un signe de croix. 
Le bénitier est large et peu profond. Il est en matière dure, souvent en pierre de taille et l'intérieur est en marbre ou en albâtre. On utilise parfois un gros coquillage exotique appelé justement, pour cette raison, bénitier.

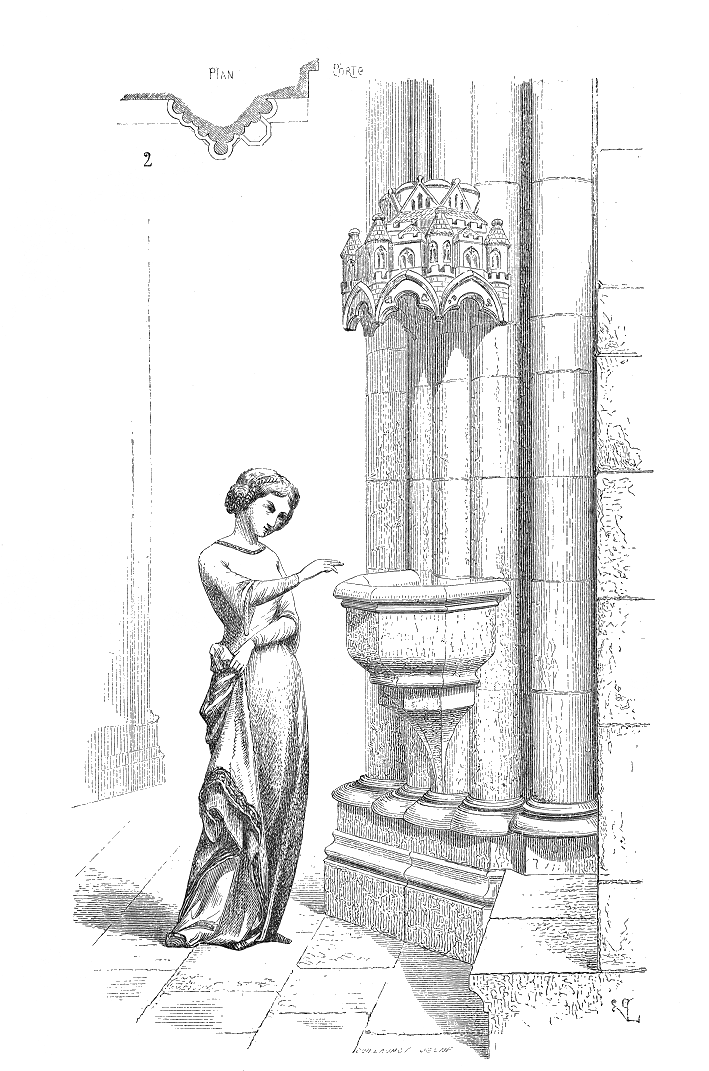
Bénitier de l'église de Villeneuve-le-Roi, incorporé à la construction.

Le bénitier peut être réalisé avec un socle, ce qui en fait un objet mobilier, ou être incorporé à la construction : les architectes du XIIIe siècle choisissent souvent de faire tenir aux édifices tous les accessoires nécessaires.
Dans les églises baroques, les bénitiers peuvent être richement décorés. En revanche, ils sont de facture plus modeste dans les églises récentes.
Les bénitiers ne doivent pas être confondus avec la cuve baptismale, grand récipient d'eau bénite qui ne sert que pour le baptême des nouveaux fidèles.

## Dans la culture populaire
L'expression « grenouille de bénitier » désigne une personne d'une dévotion excessive et affectée, comme dans la chanson de Jacques Brel Les Bigotes (1962).

## Galerie

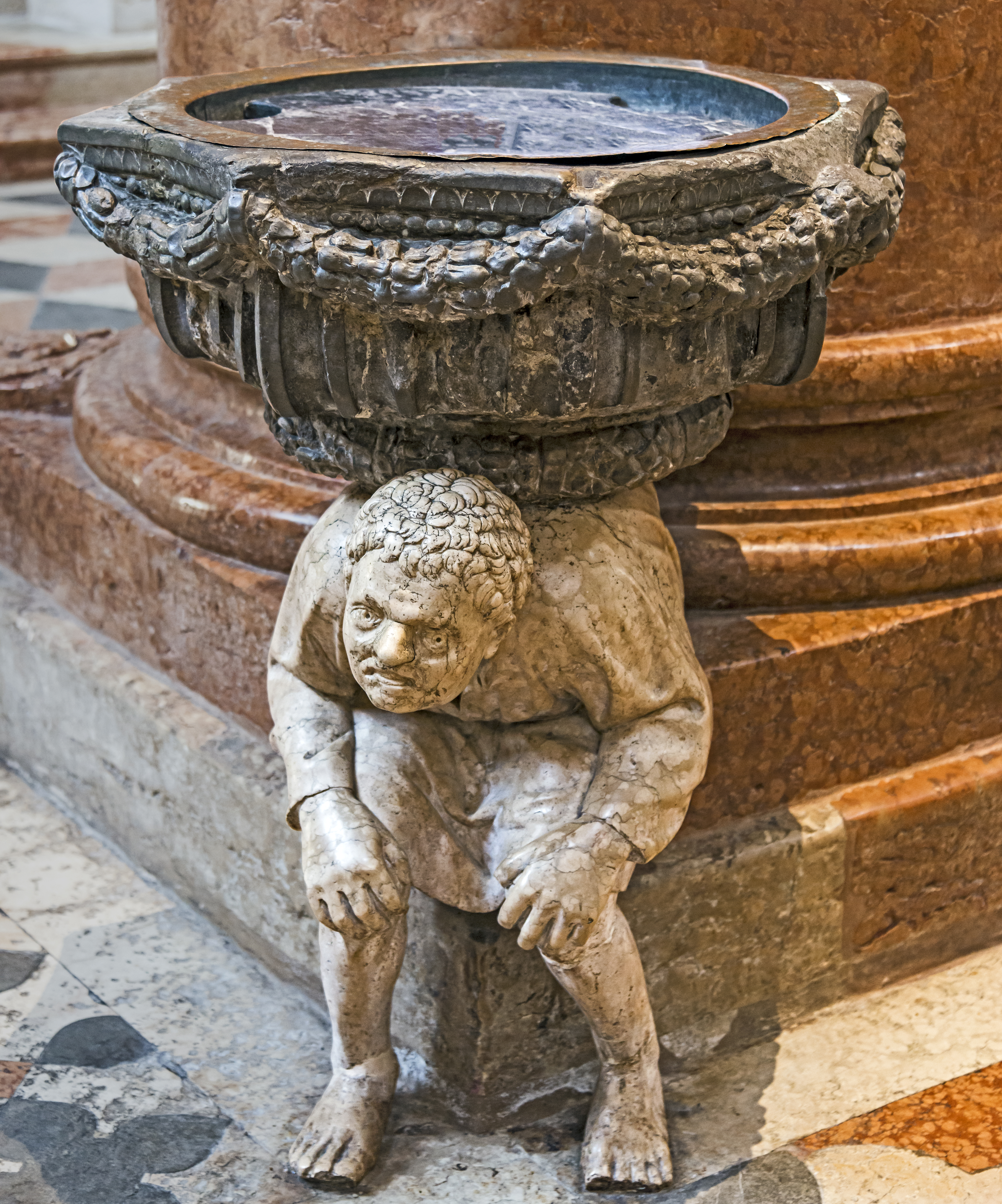
Par Gabriele Caliari Sant'Anastasia (Vérone).
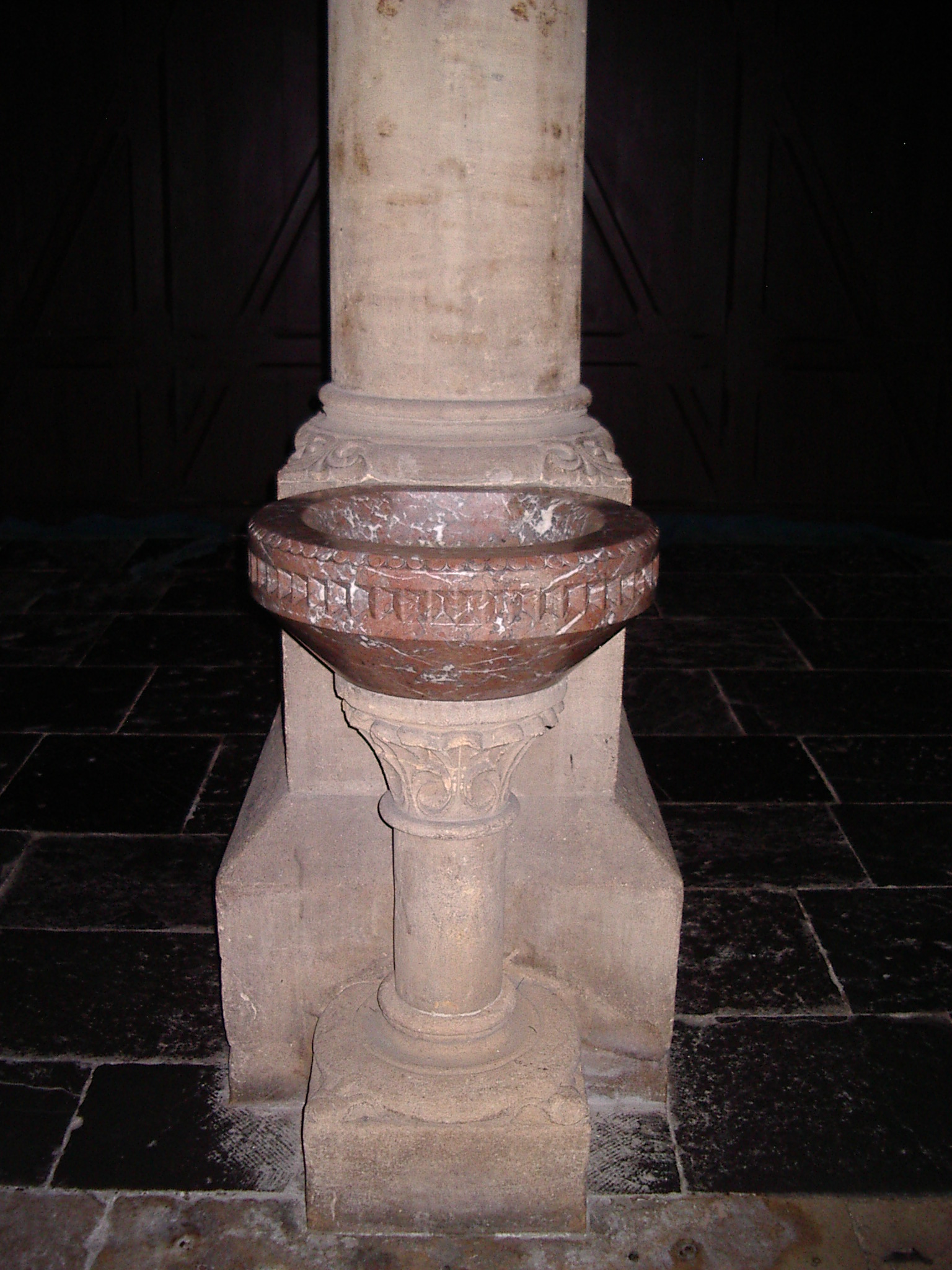
Bénitier de l'église Saint-Rémy à Charleville-Mézières.
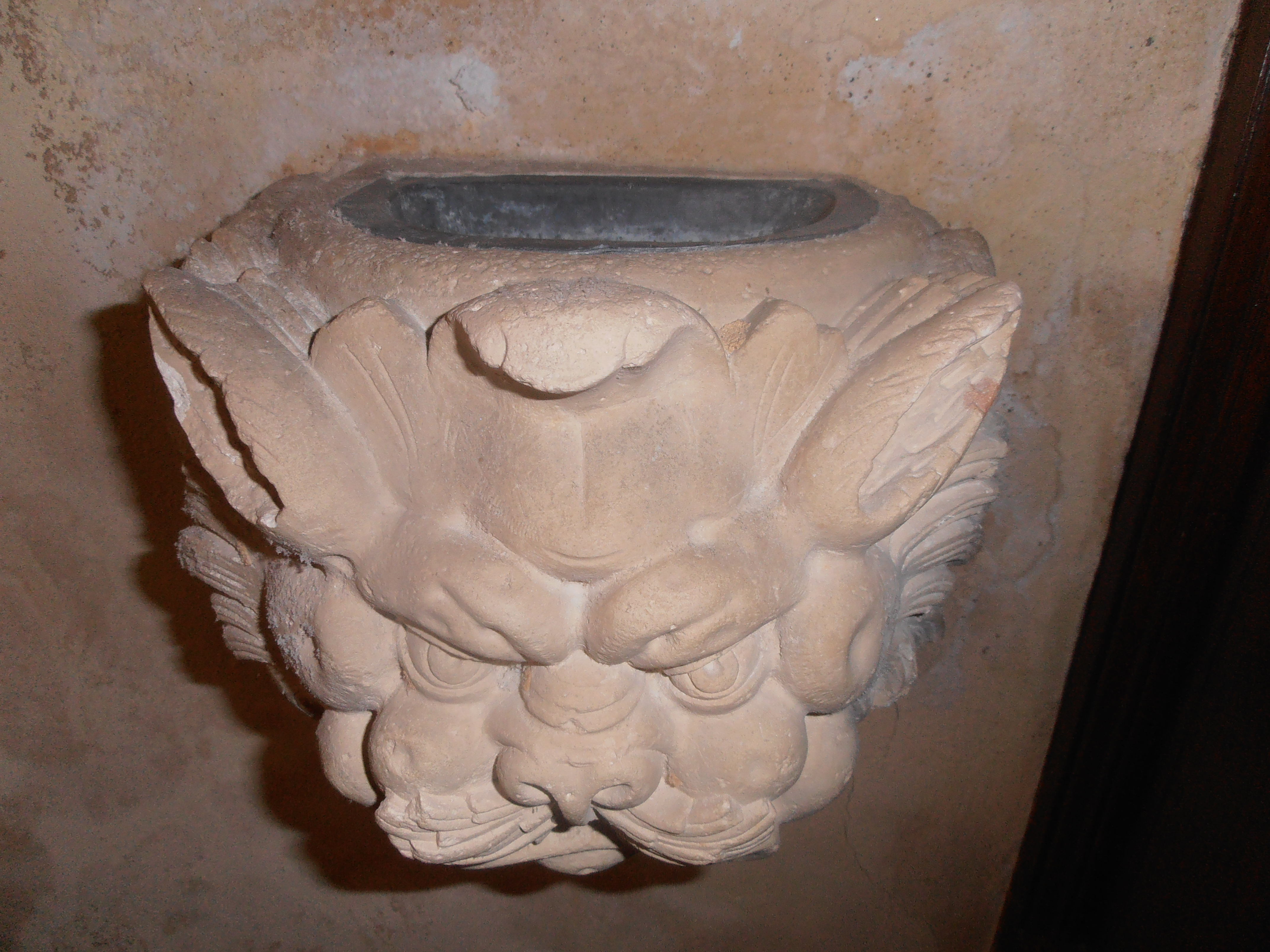
Tête d'oiseau de nuit de l'église de Cezy.
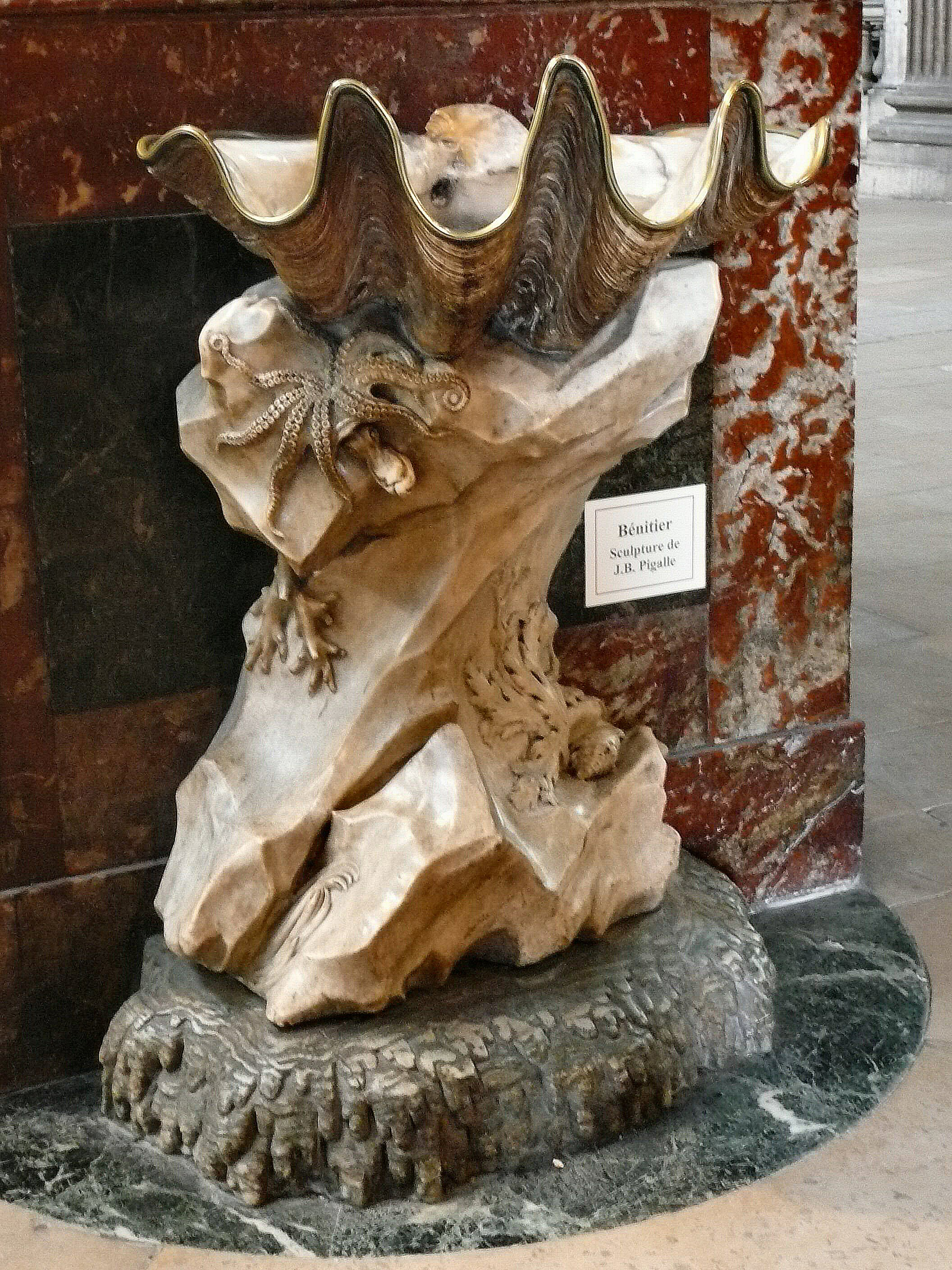
Bénitier de Jean-Baptiste Pigalle dans l'église Saint-Sulpice à Paris, réalisé à partir d'une coquille de bénitier (mollusque).
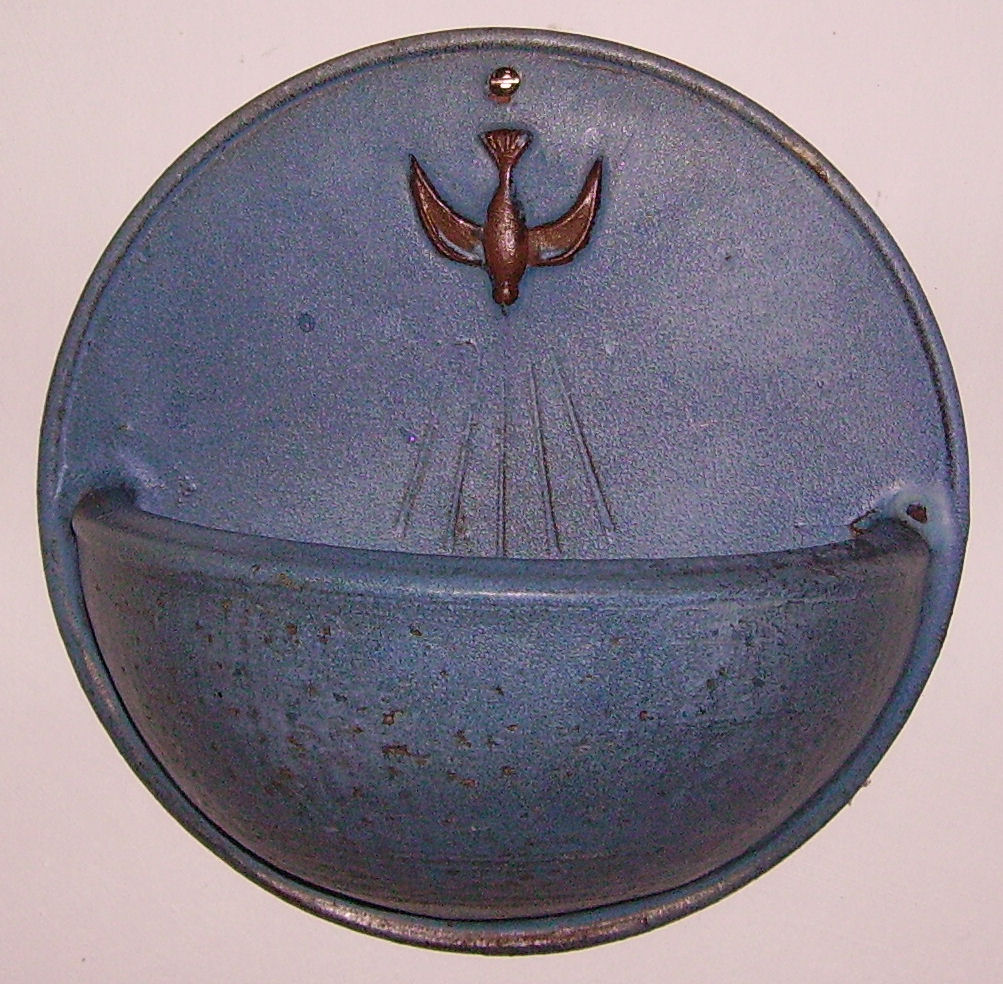
Un bénitier plus modeste dans une église allemande.
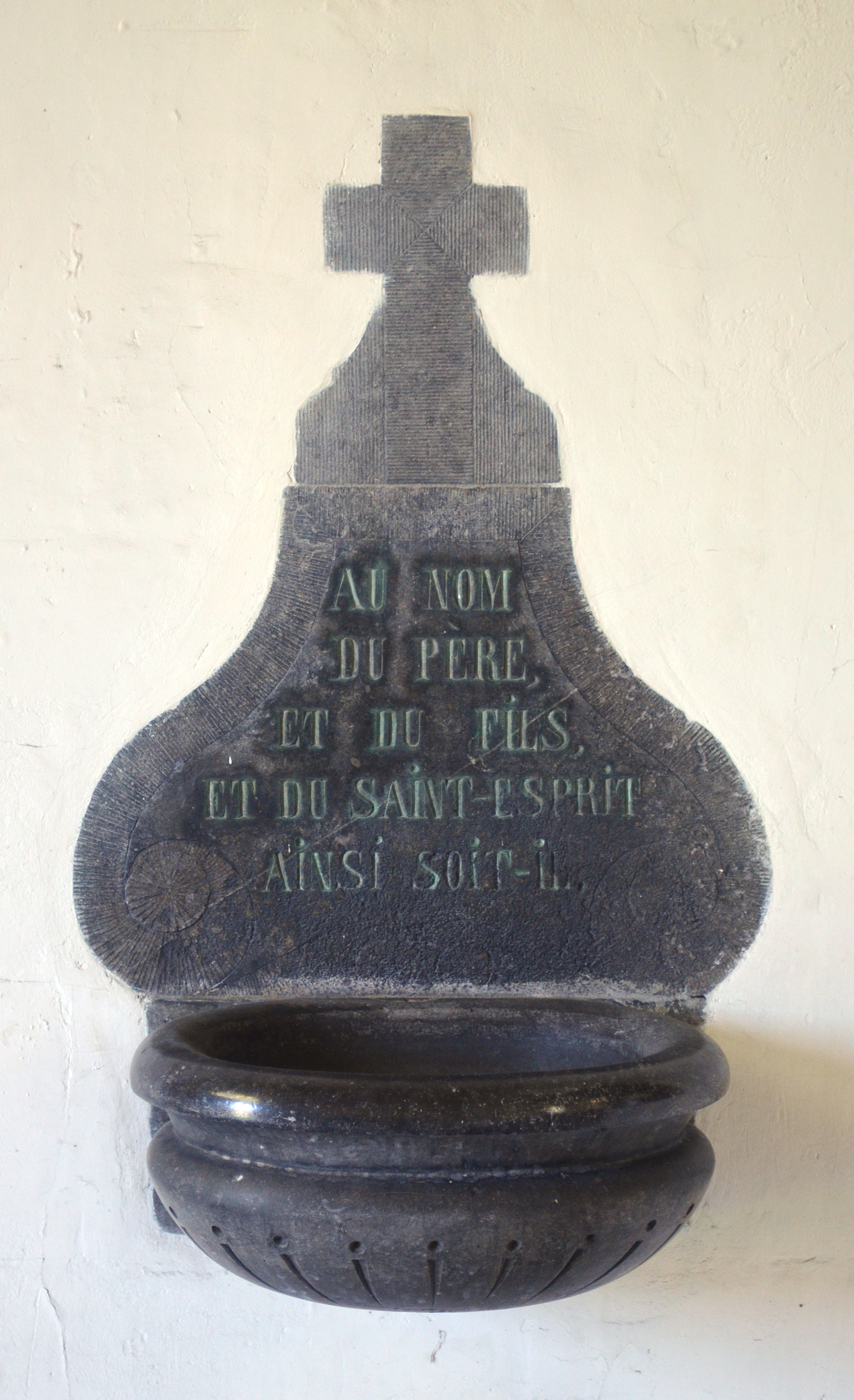
Bénitier avec les paroles du signe de croix.
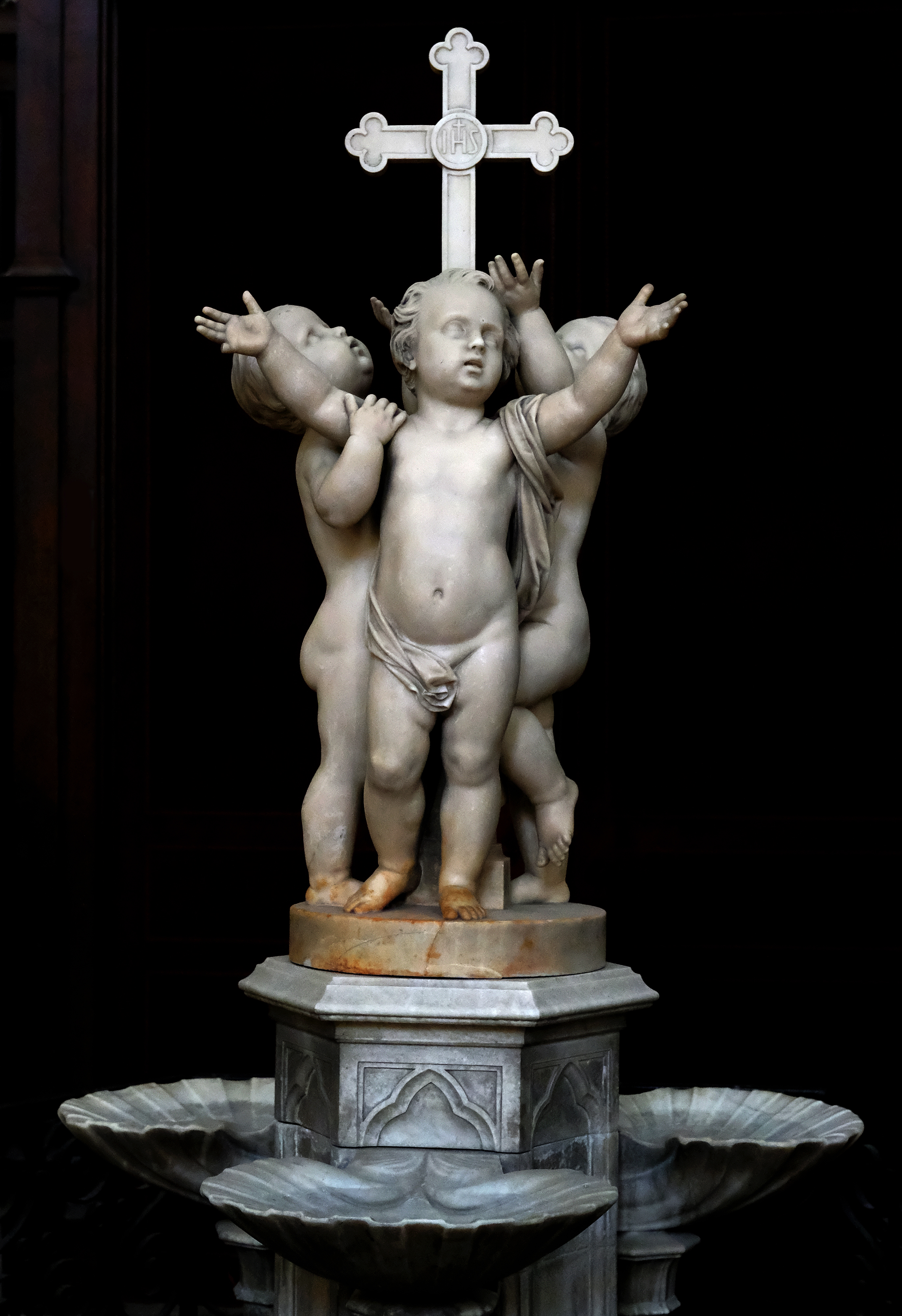
Bénitier en marbre à trois faces de 1844 (église Saint-Germain-l'Auxerrois, Paris).